# In necessariis unitas, in dubiis libertas, in omnibus caritas
In necessariis unitas, in dubiis libertas, in omnibus caritas, deutsch „Im Notwendigen [herrsche] Einmütigkeit, im Zweifelhaften Freiheit, in allem aber Nächstenliebe“, ist ein lateinisches Sprichwort. Die Sentenz stammt nicht, wie lange angenommen, von Augustinus von Hippo, sondern geht, wie H. J. M. Nellen 1999 nachwies, auf das Hauptwerk De Republica Ecclesiastica des kroatischen Jesuitengelehrten Markantun de Dominis zurück, wo sie sich 1617 wie folgt findet:

“Omnesque mutuam amplecteremur unitatem in necessariis, in non necessariis libertatem, in omnibus caritatem.”

„Und lasst uns alle umarmen im Notwendigen die beiderseitige Einheit, im Zweifelhaften die Freiheit, in allem die Nächstenliebe!“

Friedrich Lücke hatte 1850 als älteste Quelle den lutherischen Theologen Rupertus Meldenius (eigentlich: Peter Meiderlin [1582–1651]) und seine Schrift Paraenesis votiva pro pace Ecclesia ad Theologos Augustanae Confessionis auctore Ruperto Meldenio Theologo von 1626 ermittelt, wo es heißt:

“Verbo dicam: si nos servaremus in necessariis unitatem, in non necessariis libertatem, in utrisque caritatem, optimo certe loco essent res nostrae.”

„Ohne viele Worte sage ich: Wenn wir im Notwendigen die Einheit bewahren, im nicht Notwendigen die Freiheit, in beidem die Nächstenliebe, so wird unsere Sache gewiss in bestmöglichem Zustand sein.“

Meldenius’ Schrift galt den heftigen Auseinandersetzungen um die Rechtgläubigkeit der Theologie Johann Arndts, die eine Spaltung der lutherischen Kirche befürchten ließen. Wie Markantun de Dominis unterschied auch Meldenius zwischen „necessariis“ und „non necessariis“ anstelle der später üblich gewordenen „dubiis“.
Der ursprünglich rein innerkirchlich gedachte Aufruf wurde schnell aufgenommen und auch in Schriften zitiert, die das Verhältnis der verschiedenen christlichen Konfessionen behandelten. Als der Spruch im 18. Jahrhundert zum geflügelten Wort wurde, wurde schließlich die negative Formulierung „non necessariis“ durch „dubiis“ ersetzt. Durch die Loslösung von fest umrissenen theologischen Kategorien verbreitete sich der Ausspruch unter Angehörigen aller Konfessionen. Aufgrund der Bedeutung der Nächstenliebe im Werk des Augustinus von Hippo wurde die Sentenz sowohl von Katholiken als auch von Protestanten diesem zugeschrieben.

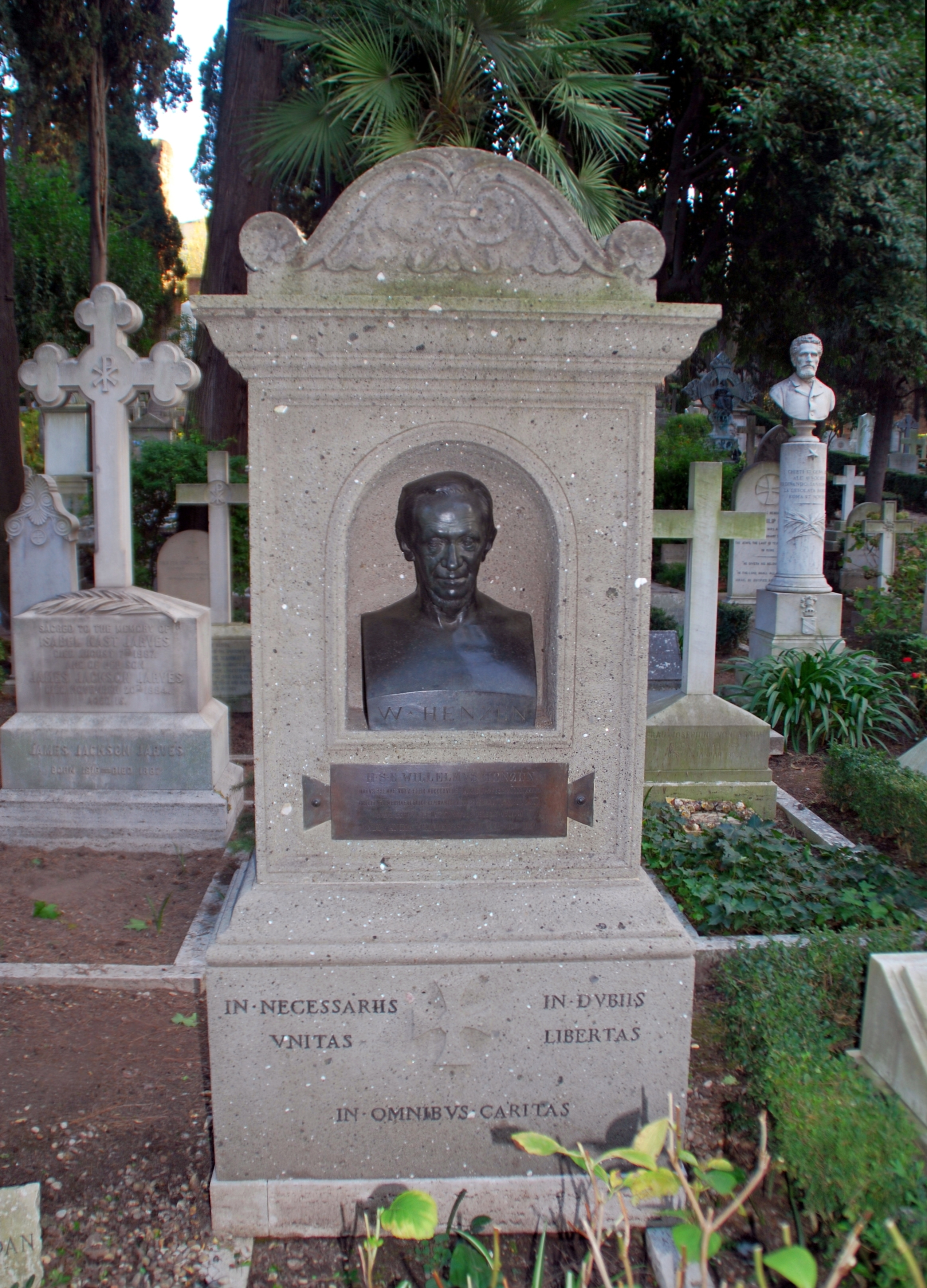
Grabstein Wilhelm Henzens auf dem Protestantischen Friedhof in Rom

Eine besondere Bedeutung erhielt die Sentenz in der römisch-katholischen Kirche Mitte des 19. Jahrhunderts in den Auseinandersetzungen um den Hermesianismus, als sie beide Seiten mit unterschiedlicher Gewichtung von „necessariis“ und „dubiis“ verwendeten. Das Zweite Vatikanische Konzil nahm den Satz unter der Überschrift Der Dialog mit allen Menschen prominent im Schlusswort der Pastoralkonstitution Gaudium et spes (1965) auf, wo er unter Bezugnahme auf eine Ansprache von Papst Johannes XXIII. vom 29. Juni 1959 das innerkirchliche Prinzip der Eintracht als Voraussetzung und Modell für den Dialog zwischen den Menschen aller Glaubensrichtungen und Kulturen hervorhebt:

“Fortiora enim sunt ea quibus uniuntur fideles quam ea quibus dividuntur: sit in necessariis unitas, in dubiis libertas, in omnibus caritas.”

„Stärker ist, was die Gläubigen eint als was sie trennt. Es gelte im Notwendigen Einheit, im Zweifel Freiheit, in allem die Liebe.“

Als Wahlspruch einer katholischen Studentenverbindung ist der Spruch erstmals durch einen Eintrag des Theologiestudenten Hermann Ludger Potthoff von 1854 in das Protokollbuch der W.K.St.V. Unitas-Salia Bonn, damals ein reiner Theologenverein, nachgewiesen. Er ist heute der Wahlspruch folgender Einrichtungen: Cartellverband der katholischen deutschen Studentenverbindungen, Österreichischer Cartellverband der katholischen Studentenverbindungen, Verband der Wissenschaftlichen Katholischen Studentenvereine Unitas, Medizinische Hochschule Hannover und Gymnasium bei St. Anna (Augsburg). Die Sentenz steht außerdem als Motto über der Verfassung der Christkatholischen Kirche der Schweiz.
Der Spruch ist ein Element der von Ewald Mataré gestalteten Gedenkplakette der Dankspende des deutschen Volkes.